# Brassac (Ariège)
Brassac – miejscowość i gmina we Francji, w regionie Oksytania, w departamencie Ariège.
Według danych na rok 2010 gminę zamieszkiwało 701 osób, a gęstość zaludnienia wynosiła 29 osób/km².